# キャットファイト (映画)
『キャットファイト』（Catfight）は、2016年に製作されたオヌール・トゥケル監督のコメディ映画である。

## 概要
『6デイズ/7ナイツ』や『ボルケーノ』などで知られるアン・ヘッシュと、テレビシリーズ『グレイズ・アナトミー 恋の解剖学』などで知られる韓国系女優のサンドラ・オーが共演した本作。ニューヨークを舞台にエゴむき出しの女性二人がある日因縁の再会を果たし、男顔負けの大乱闘を繰り広げるコメディ映画になっている。作中ではタイトルの文字通り流血モノの殴り合いが繰り広げられるのだが、主役の二人にはスタントダブルが用意された。そのうち、オーのスタントは、日本人スタントマンのキミー・スズキが演じている。劇中のファイトシーンは3度にわたって繰り広げられ、ボロボロになる女たちの姿をコミカルに描いている。

## あらすじ
ニューヨークで、戦争関係の会社を経営する夫スタンリー（ダミアン・ヤング）と息子のキップと暮らすヴェロニカ・ソルト（サンドラ・オー）。夫のビジネスは中東戦争の活発化により好調で、ヴェロニカも生活面においてその恩恵を受けていた。一方でアーティストとしてアトリエを構え、いつか収めるであろう成功を夢見て創作活動に励むアシュリー（アン・ヘッシュ）。頼りないアシスタントのサリーを雇い、日々自身のアート創作に打ち込むも、誰からも理解されず、半ばスランプ状態に陥っていた。
ヴェロニカとアシュリーは大学時代に犬猿の仲だったのだが、スタンリーが主催したパーティーでバッタリ再会する。しかし社長夫人のヴェロニカに対し、飲み物の給仕係として会場にいたアシュリー。そんな二人の再会には既に不穏な空気が流れていた。徐々に過去の亀裂がよみがえり、酔った勢いで殴り合いのけんかに発展するヴェロニカたち。殴る蹴るの大喧嘩を二人の間に割って入って止める者もおらず、とうとうヴェロニカは意識を失ってしまった。気がついた時にはベッドに横たわり、口には呼吸器が取り付けられているヴェロニカは、「2年間昏睡状態」だった医師に伝えられ愕然。しかも、眠っていた2年間に自分の周りの状況は一変しており、優雅なセレブ妻からホテルの掃除係にまで転落してしまったヴェロニカは、自分をこんな状況に追い込んだアシュリーに対し、異様なまでの復讐心を抱くのだった。

## キャスト・スタッフ

### 出演者
※括弧内は日本語吹替。
- ヴェロニカ・ソルト : サンドラ・オー（沢海陽子）
- アシュリー：アン・ヘッシュ（塩田朋子）
- リサ：アリシア・シルバーストーン（石塚理恵）
- チャーリー叔母さん：エイミー・ヒル（水野ゆふ）
- スタンリー：ダミアン・ヤング
- サリー：アリエル・カヴォッシ（飯沼南実）
- キップ：ジリアン・ヤオ・ジオイエロ（バトリ勝悟）
- レイチェル：イワナ・ミルセヴィッチ（ニケライ・ファラナーゼ）
- カール：ピーター・ジェイコブソン（岩城泰司）
- ジョーンズ医師：ディラン・ベイカー（里卓哉）
- ファーガソン︰スティーブン・ジェヴェドン（塾一久）
- TVホスト︰クレイグ・ビアーコ（山岸治雄）
- ジョン︰タイタス・バージェス（関口雄吾）
- ヘンリー︰ジャスティン・A・デイヴィス（稲垣拓哉）
- クレア︰エヴァ・ドーレパール（有賀由樹子）
- ハウイー︰ジョーダン・カルロス（板取政明）
- ローズ︰ベッツィー・ホルト（所河ひとみ）
- レイチェル︰イワナ・ミルセヴィッチ（ニケライ・ファラナーゼ）
- 産婦人科医︰リサ・ハース（まつだ志緒理）

### スタッフ
- 監督／脚本／編集：オヌール・トゥケル
- 製作：グレッグ・ニューマン、ジジ・グラフ
- 撮影：ゾーイ・ホワイト
- 音楽：フレデリック・サンズ、ほか
- スタントダブル：キミー・スズキ、ほか

### 日本語版制作スタッフ
- 演出：中野洋志
- 翻訳：高山美香
- 制作：ACクリエイト